# Goetz-Höhle
Die Goetz-Höhle ist eine Abriss-Spaltenhöhle in Thüringen. Sie liegt am westlichen Stadtrand von Meiningen am Dietrichsberg in der Mitte des Berghangs zur Werra hin. Die Höhle ist ein Natur- und Bodendenkmal und gilt als die größte Höhle dieses Typs in Deutschland. Sie ist auch die einzige erschlossene und begehbare Kluft- und Spaltenhöhle in Europa. Entstanden sind die Klüfte und Spalten vor etwa 25.000 Jahren durch eine Abrutschung des Hanges zur Werra hin, die noch andauert.
Entdeckt wurde die Höhle von dem Meininger Kaufmann Reinhold Goetz im August 1915. Nach der Erschließung, die sich mit Unterbrechungen über mehrere Jahre hinzog, wurde sie am 21. April 1934 als Schauhöhle eröffnet. Von 1970 bis 2000 ruhte der Führungsbetrieb nach Schließung der Höhle wegen angeblicher sicherheitstechnischer Mängel. Am 22. April 2000 wurde die Höhle nach einer grundlegenden Sanierung wiedereröffnet. Sie ist auf einer Länge von 420 Metern in vier parallelen Spalten und drei Etagen begehbar, wobei etwa die Hälfte des Führungsweges aus künstlich angelegten Stollen quer zu den Spalten besteht.

## Geschichte

### Entdeckung
Der Meininger Kaufmann Reinhold Goetz war seit Jahren damit beschäftigt, dort einen Berggarten, dem romantischen Zeitgeschmack entsprechend, mit großen Terrassen, Aussichtspunkten und einer künstlichen Burgruine zu gestalten. Beim Abbau von Gesteinen stieß er im August 1915 auf eine größere Öffnung im Muschelkalk des Dietrichsberges. Er untersuchte sie, drang weiter in den Berg ein und fand heraus, dass die Öffnung zu einer parallel zum Berghang verlaufenden Spalte führte, der heutigen Hauptspalte 2.

### Erschließung

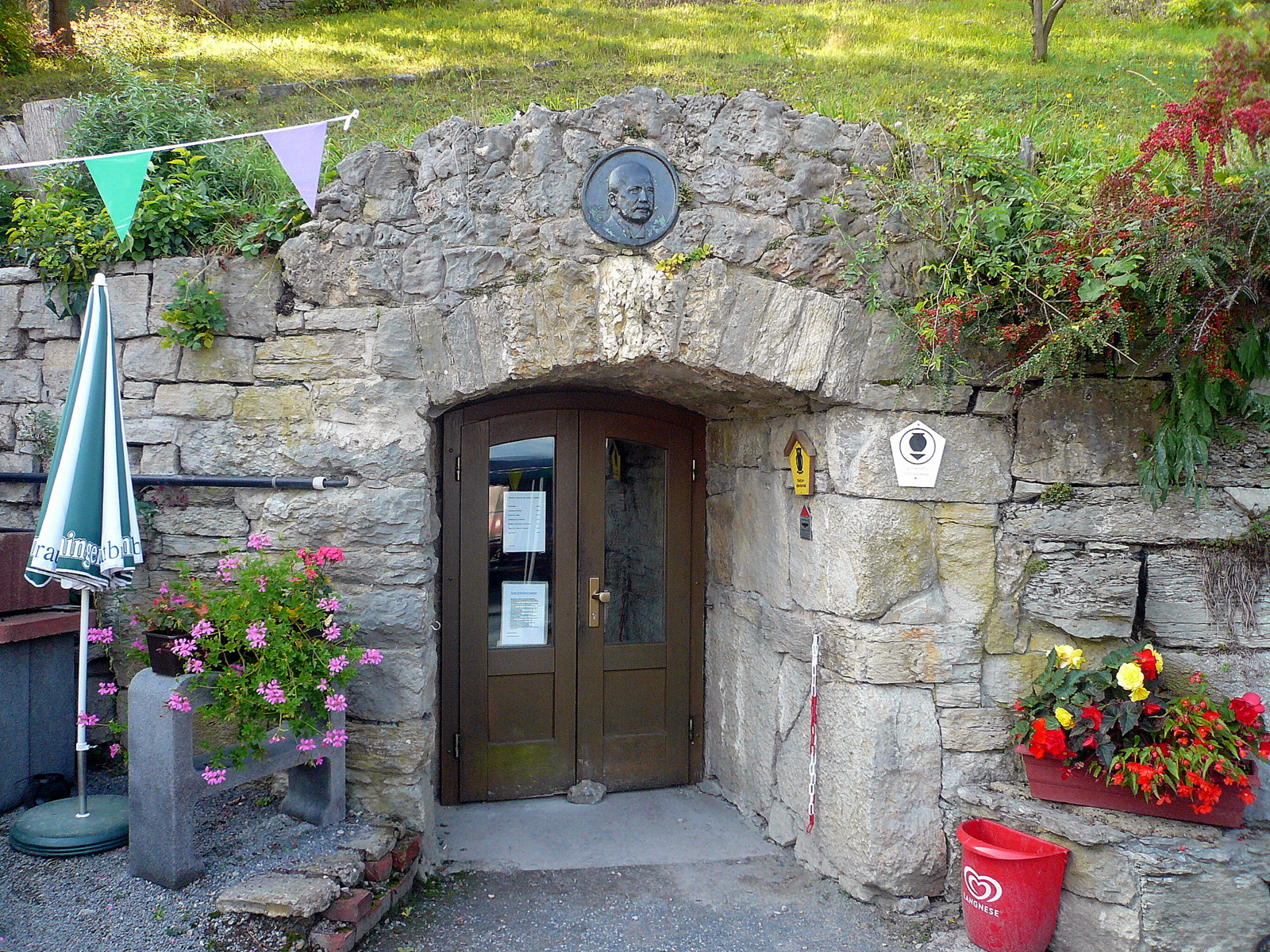
Höhleneingang, darüber eine Plakette mit Porträt von Reinhold Goetz

Bis zum Jahre 1917 wurde dort ein Stollen angelegt, bei dem es sich der Beschreibung nach um den heute als Ausgang benutzten Stollen handelte. Im April 1917 fand Goetz in einer Felsspalte, der heutigen Hauptspalte 3, etwa 20 Meter vom Eingang entfernt, im Höhlenlehm eingebettete tierische und menschliche Knochen. Beim weiteren Vortrieb der Stollen wurden die Hauptspalten 3 und 4 angefahren. Erstmals erforscht wurde die Höhle vom Thüringer Höhlenverein im Jahre 1922. Der Ausgangsstollen wurde bis zum Jahre 1925 ausgebaut. Von da an besichtigten Freunde der Familie und andere Interessierte die Höhle. Am 31. Dezember 1925 verstarb Reinhold Goetz und die Erschließungsarbeiten wurden eingestellt. In den folgenden Jahren wurde es um die Goetz-Höhle ruhig.
Im Jahre 1932 erwähnte der Landesgeologe Heß von Wichdorf in Die Thüringer Höhlen die Spalten im Dietrichsberg. Er bezeichnete sie als die bedeutendsten Zerreißungsklüfte in Thüringen. Diese Erkenntnisse hatte er bei einem Besuch im Oktober 1931 gewonnen. Am 23. April 1932 besichtigten Mitglieder des Thüringer Höhlenvereins, der Meininger Oberbürgermeister Hermann Keßler und andere Vertreter der Stadt sowie Höhlenfreunde des Hennebergisch-Fränkischen Geschichtsvereins die Höhle. Die Leitung hatte Heß von Wichdorf, der die geologischen Verhältnisse und die Entstehung erläuterte. Er wies auch darauf hin, die Erschließung baldmöglichst fortzusetzen.

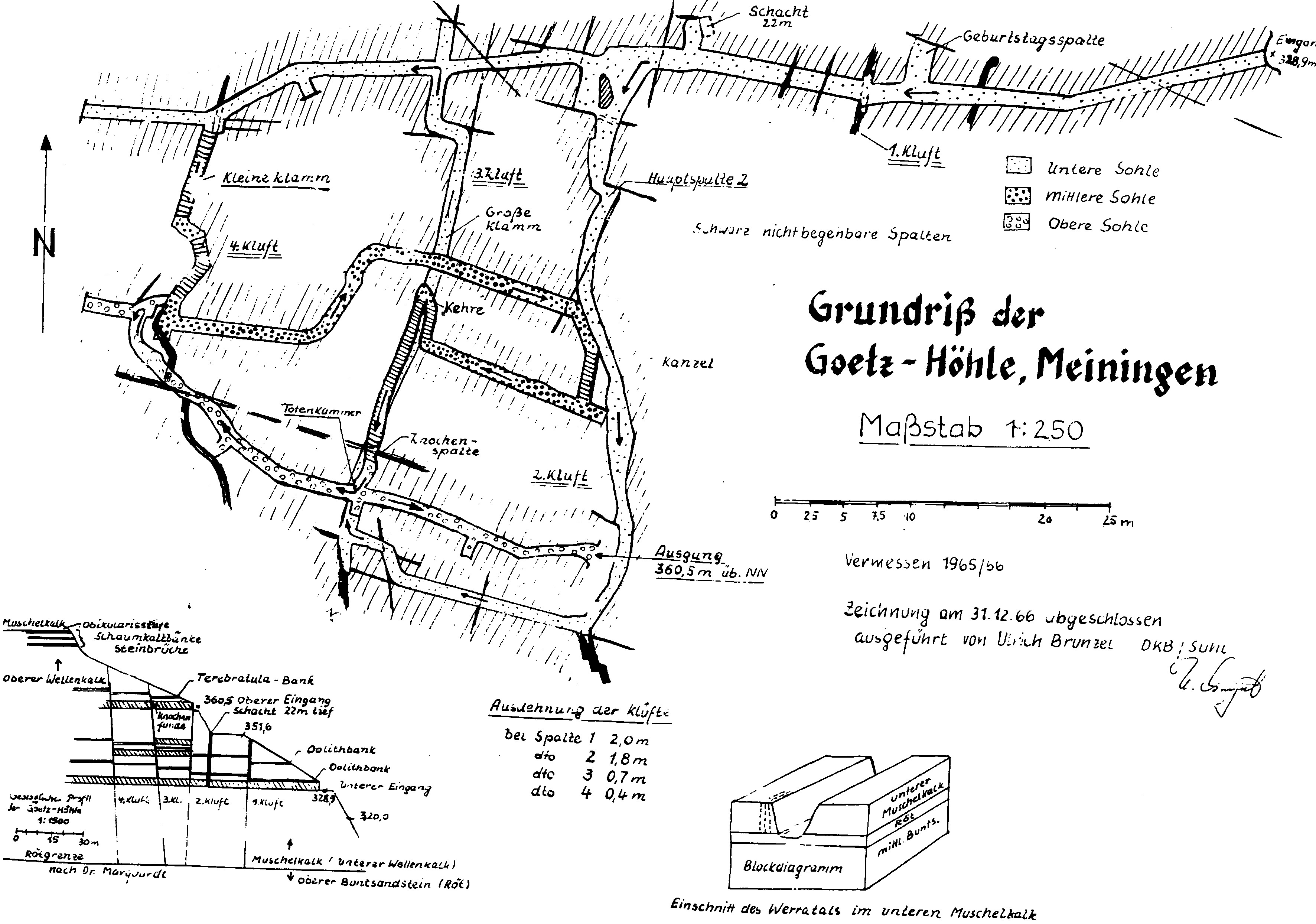
Grundriss

Im Mai 1932 begann der weitere Ausbau der Höhle. Martha Goetz, die Witwe des Entdeckers, die die weiteren Erschließungsarbeiten überwiegend finanzierte, wurde unterstützt vom Thüringer Höhlenverein und von dem in Meiningen beheimateten Hennebergisch-Fränkischen Geschichtsverein. Der Bergingenieur Hermann Bender aus Blankenburg (Harz) hatte die technische Leitung, Erich Marquardt, Studienrat am Gymnasium Bernhardinum Meiningen unterstützte ihn dabei. Die Arbeiten führten Arbeitsdienstverpflichtete aus Meiningen und Umgebung und sechs bergbaukundige Arbeiter aus dem Ruhrgebiet aus. Insgesamt waren über 20 Arbeiter unter Anleitung von Bergleuten und Geologen mit dem Ausbau beschäftigt.
Zur Anlage des Hauptzugangsstollens wurde ein Schacht 22 Meter tief abgeteuft. Beim Ausbau vom Inneren des Berges nach außen wurden die Hauptspalte, die heutige Spalte 1, und kleine Nebenspalten entdeckt. Für die weitere Höhlenerschließung war der ebenerdige Zugangsstollen von großer Bedeutung. Er diente als Zugang für die Arbeiter, die vorher nur über den Schacht einfahren konnten, und zum Transport des Abraums aus der Höhle, der bis dahin mit einer Handhaspel durch den Schacht nach oben befördert werden musste. 7000 Kubikmeter ausgeräumtes Material wurden zu einer Terrasse aufgeschüttet. Im März 1934 wurden Treppen aus Eichenholz zur Überwindung der Höhenunterschiede und eine elektrische Beleuchtung eingebaut. Damit waren die Erschließungsarbeiten beendet. Der Meininger Oberbürgermeister Johann Meister weihte die Höhle am 21. April 1934 feierlich ein. Auch die Höhlenbaude war damals entstanden.
Im Jahre 1938 kaufte die in Meiningen ansässige Familie Breede die Höhle und den darüberliegenden Berggarten. Sie organisierte in den folgenden Jahren die Höhlenführungen. Am 30. Oktober 1940 wurde die Goetz-Höhle durch eine Verordnung des Landrats nach dem Reichsnaturschutzgesetz als Naturdenkmal geschützt. Aufgrund der Funde von Menschen- und Tierknochen wurde die Goetz-Höhle am 20. August 1955 als Bodendenkmal erklärt. Im Jahre 1956 erfolgte eine einstweilige Unterschutzstellung als Geologisches Naturdenkmal, da Unklarheiten über die Gültigkeit alter Landratsverordnungen in der DDR bestanden. Im selben Jahr pachtete die Familie Neumann die Höhle.

### Zwangsschließung
Am 24. Juli 1970 fand die vorerst letzte Führung in der Höhle statt. Sie wurde danach mit dem Hinweis auf drohende Firstabbrüche geschlossen. Die Höhlenbaude blieb geöffnet. Die Eigentümer der Höhle erhielten keine amtliche Erklärung zur Schließung, auch gibt es darüber keinerlei schriftliche Nachweise. Die Höhlenein- und -ausgänge wurden zugemauert. Dass die genannten Sicherheitsmängel tatsächlich bestanden, ist unwahrscheinlich. Als Grund für die Schließung der Höhle wird die Nähe zur innerdeutschen Grenze vermutet. Da die Höhle im Privatbesitz war, hatten die Behörden keine Möglichkeit, sie zu kontrollieren. Weder den Denkmalbehörden noch den Eigentümern, die zu diesem Zeitpunkt teilweise in Westdeutschland lebten, gelang es, eine Aufhebung der Schließung zu erwirken.
Am 11. August 1983 schützte der Rat des Kreises Meiningen mit Beschluss Nummer 510/73/83 die Höhle als Geologisches Naturdenkmal (GND). Die Höhle erscheint in den Jahren 1981 und 1989 nicht mehr in den Listen Bodendenkmale im Kreis Meiningen, was vermutlich mit der Schließung im Jahre 1970 zusammenhängt. Aktuell wird die Höhle im Denkmalbuch des Freistaates Thüringen geführt.
Nach der Wiedervereinigung blieb die Höhle zunächst geschlossen. Da Schutzwürdigkeitsgutachten und Behandlungsrichtlinien bei dem Beschluss von 1983 gefehlt hatten, veranlasste die Untere Naturschutzbehörde des Kreises Meiningen zu Beginn der 1990er-Jahre ein Schutzwürdigkeitsgutachten. Das Thüringische Landesamt für archäologische Denkmalpflege (TLAD) in Weimar begann 1994 mit einer Neubearbeitung des archäologischen Fundmaterials. Im Dezember 1995 ergriffen neun engagierte Meininger die Initiative zur Wiedereröffnung. Aus dem Gutachten von 1996 eines Unternehmens für Bergsicherung aus Ilfeld gehen keinerlei Sicherheitsrisiken hervor, so dass die Höhle jederzeit wieder hätte öffentlich genutzt werden können. Die Eigentümer, eine Erbengemeinschaft mehrerer Familien und einzelner Personen, signalisierten die Verkaufsabsicht.

### Wiedereröffnung

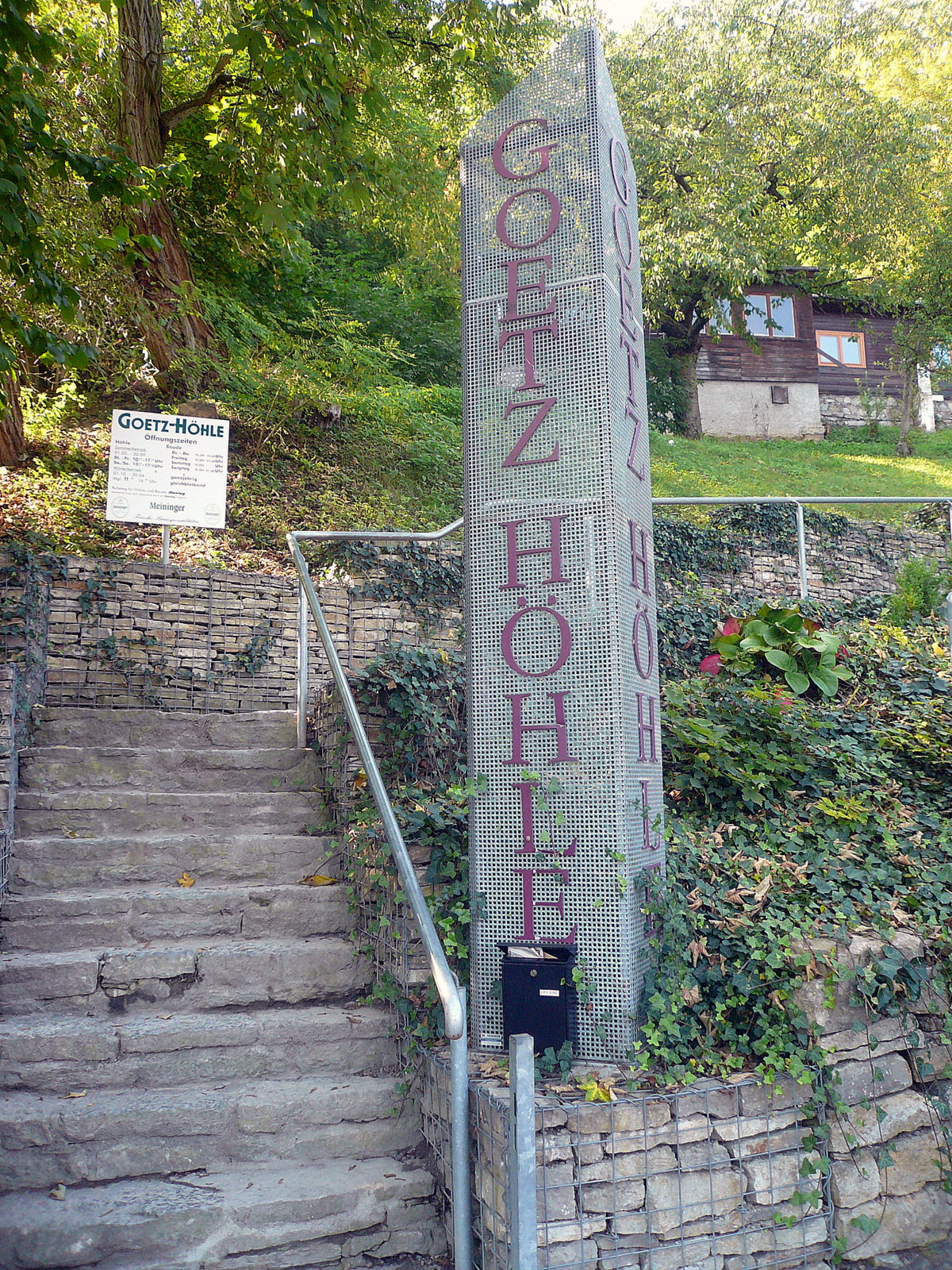
Höhlenaufgang

Ein achtseitiges Gutachten der Bergsicherung Ilfeld vom 1. März 1996 über den technischen Zustand der Höhle und die notwendigen Sanierungsarbeiten und Investitionen kam zu dem Ergebnis, dass einer Wiedereröffnung der Goetz-Höhle nichts im Wege stand. Am 13. September 1996 wurde der Verein Goetz-Höhle e. V. mit 42 Mitgliedern gegründet, mit dem Hauptziel, die Goetz-Höhle wieder zu eröffnen. Das deutsche Bergrecht schreibt vor, dass eine untertägige Schauhöhle nur genutzt werden darf, wenn der Eigentümer des darüber befindlichen Grundstücks damit einverstanden ist. Die Übertagefläche der Goetz-Höhle, die sich ebenfalls im Besitz der Erbengemeinschaft befand, beträgt etwa 21.000 Quadratmeter. Mit Notarvertrag vom 26. April 1996 wurde die Liegenschaft mit der Goetz-Höhle erworben. Die Bergsicherung Ilfeld veranschlagte die Kosten der Sanierungsmaßnahmen auf etwa 1,6 Millionen Euro.

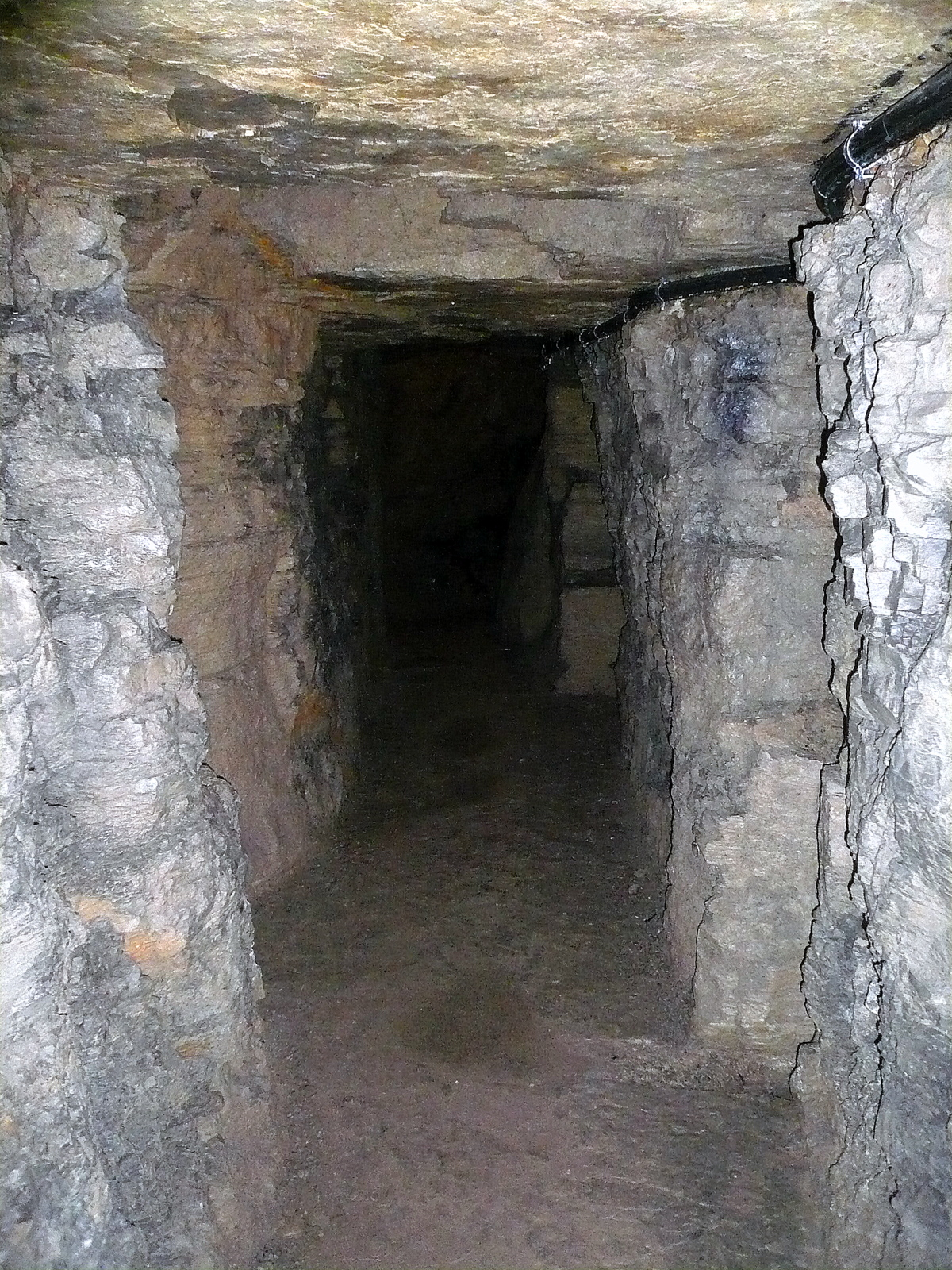
Stollengang

Um die späteren Eintrittsgelder möglichst niedrig zu halten, wurde nach Fördermitteln zur Finanzierung der Erschließungskosten gesucht. Eine Zusage des Wirtschaftsministeriums in Erfurt wurde jedoch wegen einer Haushaltssperre widerrufen. Das Landesarbeitsamt beteiligte sich später an der Finanzierung der ersten Ausbaustufe mit etwa einer Million Euro. Das Thüringische Landesamt für Denkmalpflege und Archäologie in Weimar, die Stadt Meiningen sowie mehrere Geschäftsleute und Privatpersonen trugen ebenfalls dazu bei. Von Juni 1999 bis Januar 2000 konnten alle Maßnahmen für die Aufnahme des Schauhöhlenbetriebs abgeschlossen werden.
Der Haupt- und Sondierungsplan des zuständigen Bergamts Bad Salzungen von 1999 sah vor, sämtliche technischen Einrichtungen zu ersetzen, da diese in der beinahe dreißigjährigen Ruhephase nicht instand gehalten worden waren. Zudem war eine fachgerechte bergmännische Sicherung der künftig als Besucherstrecke vorgesehenen Höhlenteile und der notwendigen Nebenstrecken nötig. Der Eingang, der jahrzehntelang als Bierkeller genutzt worden war, musste wieder seiner ursprünglichen Bestimmung zugeführt werden, die alten Holztreppen und Beleuchtungsanlagen mussten ersetzt werden. Stützelemente, Drahtnetze gegen Steinfall und Geländer im Bereich tiefer Spalten wurden für den sicheren Besucherverkehr eingebaut, der Außenbereich der Höhle, wie Wege, Treppen und Böschungen, wurden besucherfreundlich gestaltet.
Der Thüringer Höhlenverein e. V. unterstützte die Arbeiten des Goetz-Höhlen-Vereins. Anfang des Jahres 2000 wurde die Höhle mit der angeschlossenen Höhlenbaude verpachtet. Der erste Probebetrieb der Höhle fand am 19. Februar, die festliche Wiedereröffnung am Karsamstag, dem 22. April 2000 statt. Bis zum Jahresende wurden 14.554 Besucher in der Schauhöhle gezählt.

### Höhlenbetrieb
Im Jahre 2009 wurde eine Effektbeleuchtung mit Leuchtdioden (LED) zur farblichen Ausleuchtung einzelner Höhlenpartien eingebaut. Die neue Beleuchtung kostete etwa 25.000 Euro. Im September 2009 fand das erste Höhlenfest statt. Eine zweite Ausbaustufe der Höhle ist vorgesehen. Zwingend notwendig ist die Errichtung eines neuen Eingangsbauwerkes, da die alte Höhlenbaude nicht mehr den heutigen Anforderungen entspricht. Ab 2012 war die Höhle wegen Schließung der Baude nur selten der Öffentlichkeit zugänglich, bis im Mai 2014 neue Pächter Höhle und Baude wiedereröffneten. Sie machten auch den von Goetz angelegten romantischen Berggarten wieder zugänglich. Zwei Jahre später gaben diese den Betrieb leider wieder auf, und die Baude mit Gastronomie blieb geschlossen. Höhlenführungen waren nur noch mit Anmeldung möglich. Seitdem stand die Höhle zum Verkauf.
Im Februar 2020 verkaufte der Goetz-Höhlen-Verein Höhle und Baude an den Unternehmer und Brauereibesitzer Volker Reich. Dieser beabsichtigt mit der bereits erfolgten positiven Sicherheitsbegutachtung durch das zuständige Landesamt Umwelt, Bergbau und Naturschutz eine umfangreiche Sanierung der Anlage. Gemeinsam mit der Stadt will der neue Besitzer eine „Erlebniswelt Höhle“ mit Attraktionen auch für Kinder und eine bessere Vermarktung sowie Erreichbarkeit für die Besucher schaffen. Am 3. Juli 2021 fand die Wiedereröffnung der Goetz-Höhle und der Baude „Zur Spalte“ statt.

## Geologie

### Entstehung

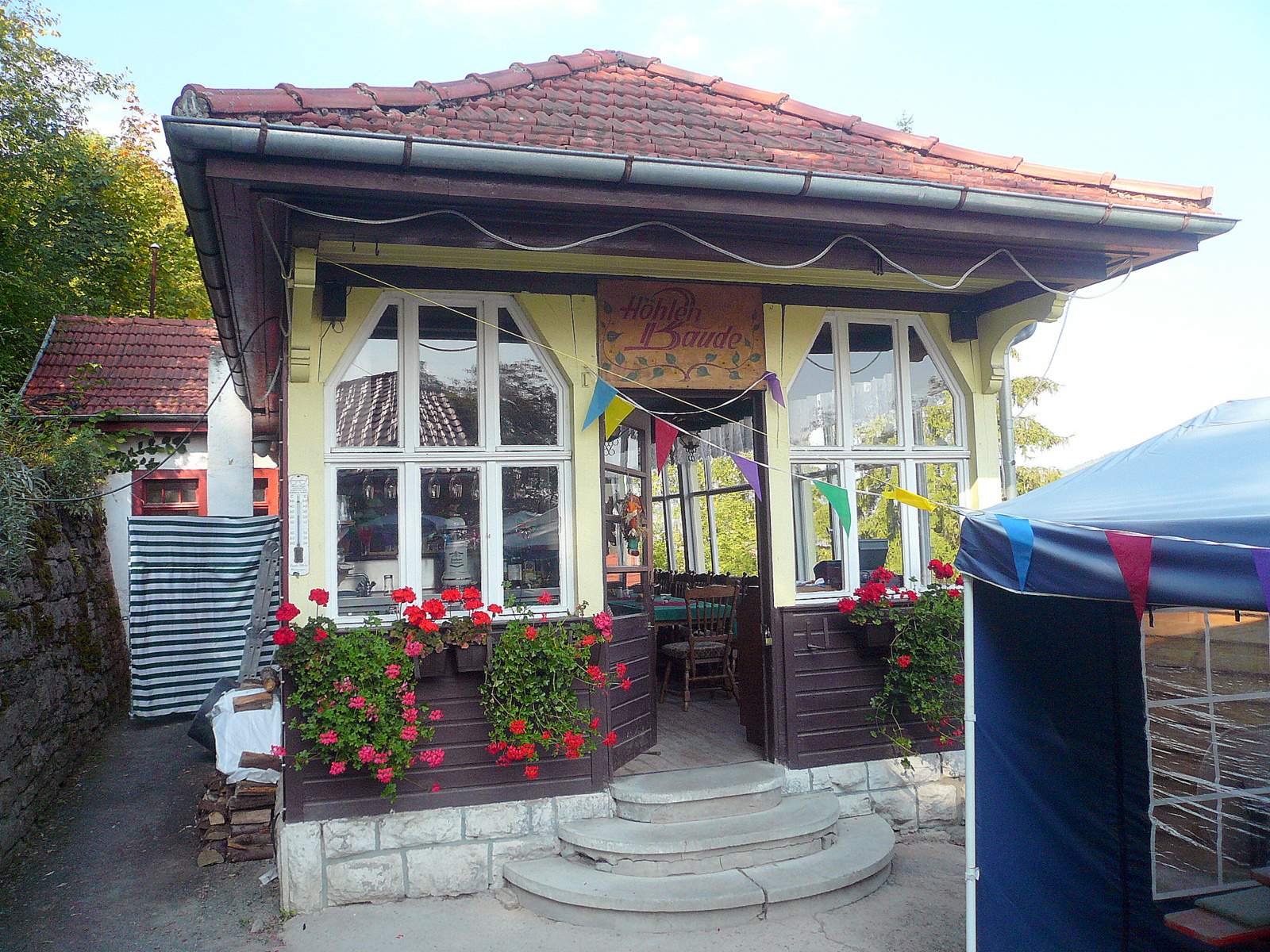
Höhlenbaude

Die Abrissspaltenhöhle verläuft durch Gesteine des Unteren Muschelkalks. Geologisch ist die Höhle der südthüringisch-fränkischen Scholle, der Heldburger Scholle und einem Teil der Meininger Mulde zuzuordnen. Sie liegt im sogenannten Meininger Triasland, auch Meininger Kalkplatten genannt, einem ausgedehnten Muschelkalkplateau zwischen dem Werratal bei Meiningen und dem Grabfeld. Dieser Typ von Höhlen ist in Thüringen vor allem in den Tälern der Werra und der Ilm verbreitet; etwa 150 sind davon bekannt, die Goetz-Höhle ist die größte davon. Eine ähnlich große Spalte weist der nicht erschlossene Enzianerdfall bei Arnstadt mit 56 Meter Tiefe auf.
Die Bildung der Höhle ist auf mehrere Ursachen zurückzuführen. Am Hang stehen gut geklüftete Kalk- und Kalkmergelsteine des Unteren Muschelkalks über dem relativ wasserundurchlässigen Oberen Buntsandstein (Röt) an, der vorwiegend tonig-schluffig ausgebildet ist. Außerdem führte die Bildung des Werratales im Pleistozän zu einem erosiven Anschnitt der Muschelkalkbasis. 34 Meter unter dem Niveau des Eingangsstollens der Höhle liegt die Oberkante des Röts. Das versickernde Wasser von Niederschlägen und das Grundwasser stauen sich an der Muschelkalkbasis, auf die im Liegenden Rötgestein folgt, und weichen sie auf.
Die Auflast des etwa 100 Meter starken Kalksteinpakets des Unteren Muschelkalks bewirkte im Bereich der Goetz-Höhle Bruch- und Gleitvorgänge in den Gesteinen des Röts. Dadurch kam es zum talwärtigen Abriss und zur Verkippung der großen Kalksteinkluftkörper. Das rutschende Gesteinspaket des Unteren Muschelkalks zerbrach in Einzelschollen und es bildeten sich überwiegend hangparallele Spalten. Schichtneigungen von nur einem Grad in Talrichtung unterstützten diesen Vorgang, der durch hangparallele grabenartige Einbrüche an der Geländeoberfläche angezeigt wird. Am Hang des Dietrichsberges kippten die Einzelblöcke staffelartig vor- und nebeneinander. So bildeten sich vier hangparallele Haupt- und zwanzig Nebenspalten. Die am weitesten talwärts liegenden Blöcke rutschten am stärksten ab. In der Goetz-Höhle war die horizontale Gleitbewegung größer als der vertikale Versatz.

### Beschreibung

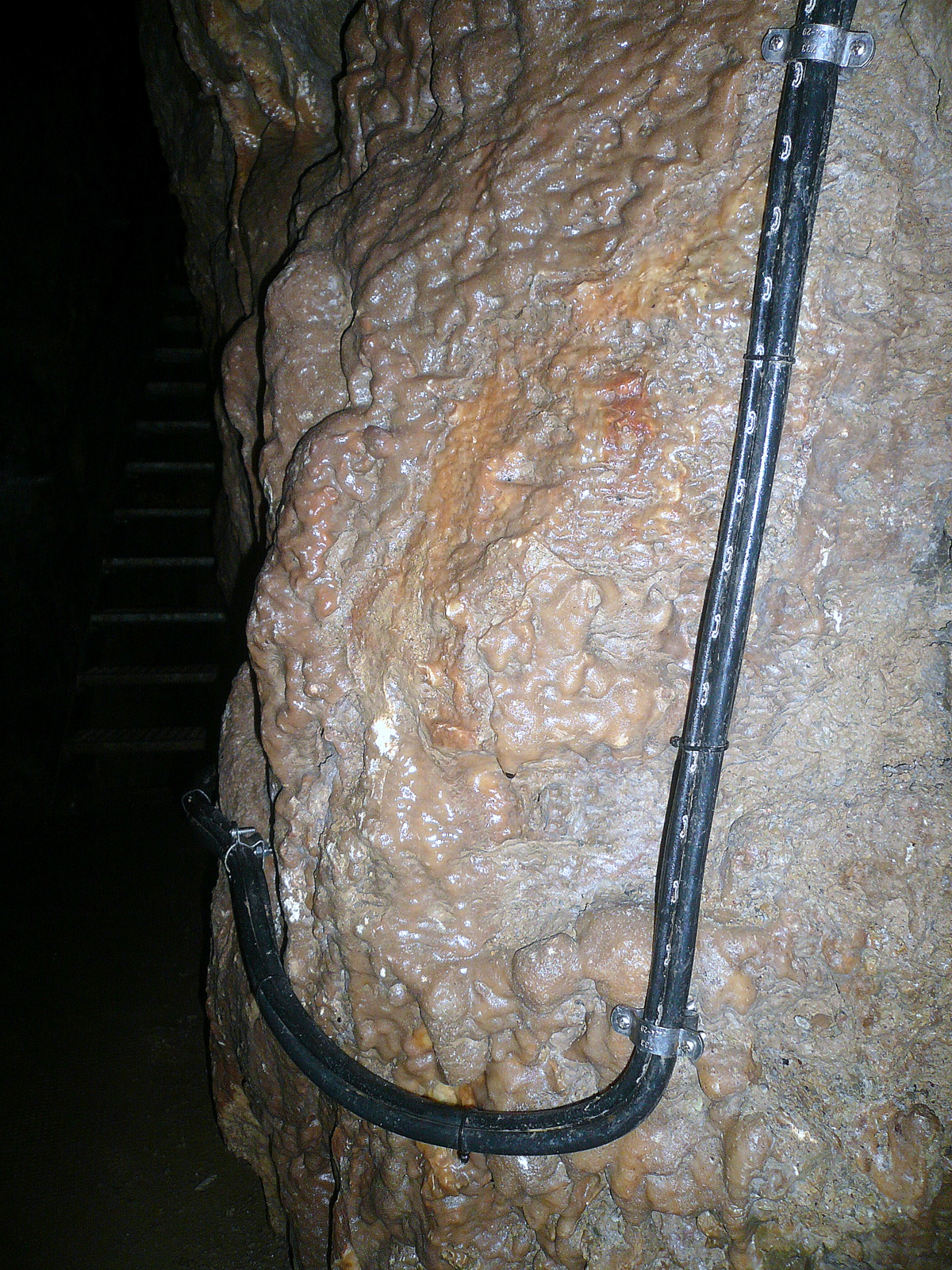
Versinterte Wandpartie

Der Höhleneingang befindet sich auf einer Höhe von 328 und der Höhlenausgang auf 361 Meter über Normalnull. Das Tal der Werra liegt auf etwa 290 Meter über Normalnull und ist im Meininger Raum etwa 160 Meter tief in das umgebende Gelände eingeschnitten. Die Höhle hat vier parallele Hauptspalten, die teilweise eine Höhe von über 50 Meter erreichen, nach oben hin geschlossen und unten mit bis zu drei Meter Breite am weitesten geöffnet sind. Die Spalte 1, auch Geburtstagsspalte genannt, da sie am Geburtstag des Entdeckers Goetz entdeckt wurde, ist an beiden Enden aus Sicherheitsgründen zugemauert. Die Spalte ist von Mauer zu Mauer etwa zwölf Meter lang, drei Meter breit und neun Meter hoch. Die Spalte 2 ist etwa 40 Meter lang und aufgrund von Kluftsprüngen ein bis zweieinhalb Meter breit. Die Höhe beträgt etwa 30 Meter, wobei 20 bis 25 Meter einsehbar sind. Die Spalte 3, auch Große Klamm genannt, ist 50 Meter hoch und über 40 Meter lang. Ursprünglich war sie etwa 65 Meter hoch; um sie begehbar zu machen, wurde der Boden um 15 Meter aufgefüllt. Die Spalte 4, Kleine Klamm genannt, ist zwischen 30 und 45 Meter hoch und knapp 10 Meter lang.
Die vier Spalten sind teilweise in drei Etagen begehbar, wobei 33 Meter Höhe mit sieben Treppen und 164 Stufen zu überwinden sind. Erschlossen sind die Spalten durch mehrere Querschläge in allen drei Etagen, der Eingangsstollen hat eine Länge von 110 Metern. Andere Höhlen dieses Typs, die nicht erschlossen sind, sind nur über senkrecht in die Tiefe führende Schächte für Höhlenforscher begehbar. Der Führungsweg beträgt etwa 420 Meter (nach anderen Angaben auch 450, 464 und 480 Meter) und geht etwa zur Hälfte über natürliche Spalten und künstlich angelegte Stollengänge, sogenannte Querschläge. In der mittleren Etage wurde als Querschlag eine von West nach Ost verlaufende Kluft genutzt.

### Führungsweg

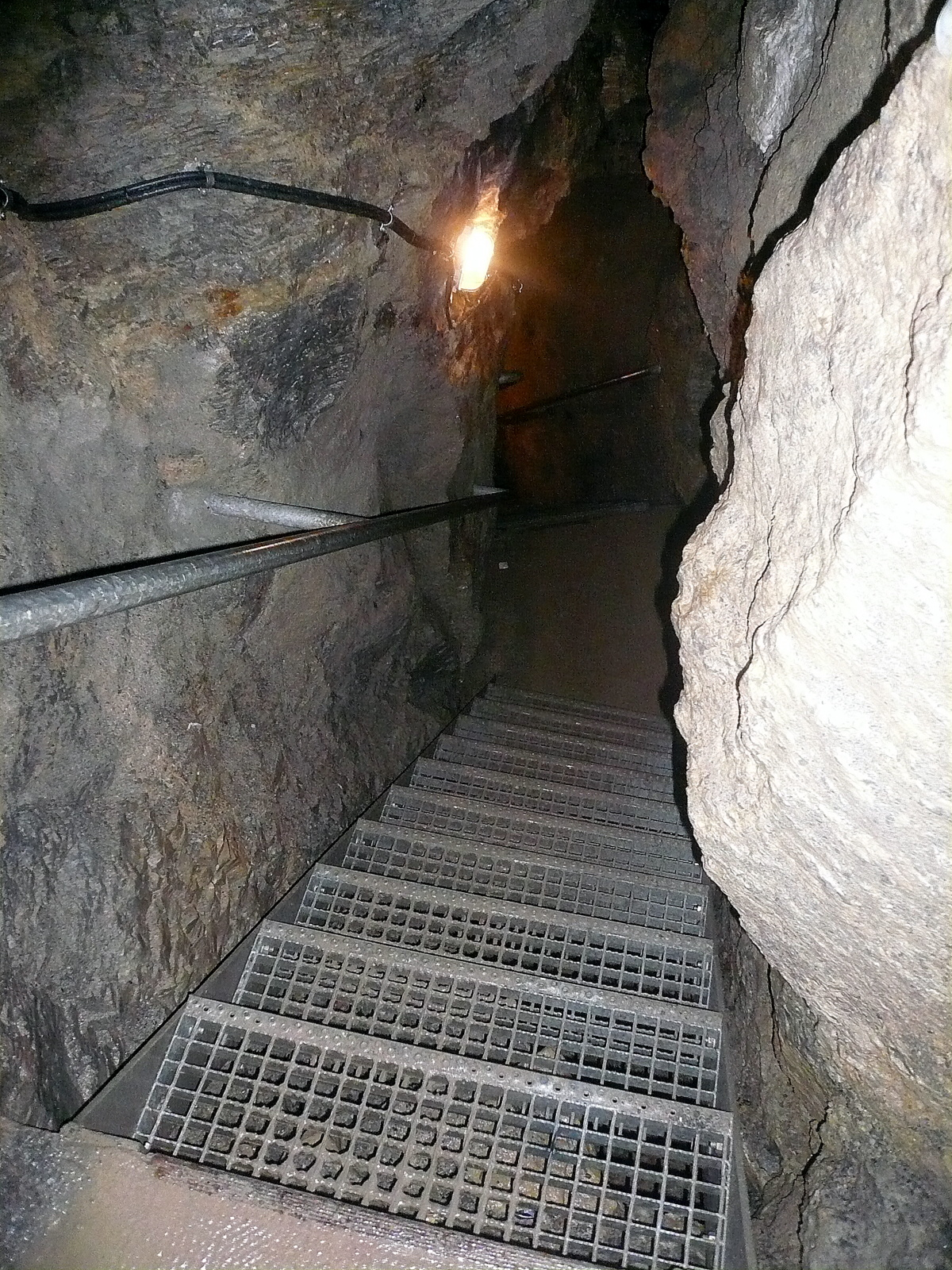
Treppenaufgang

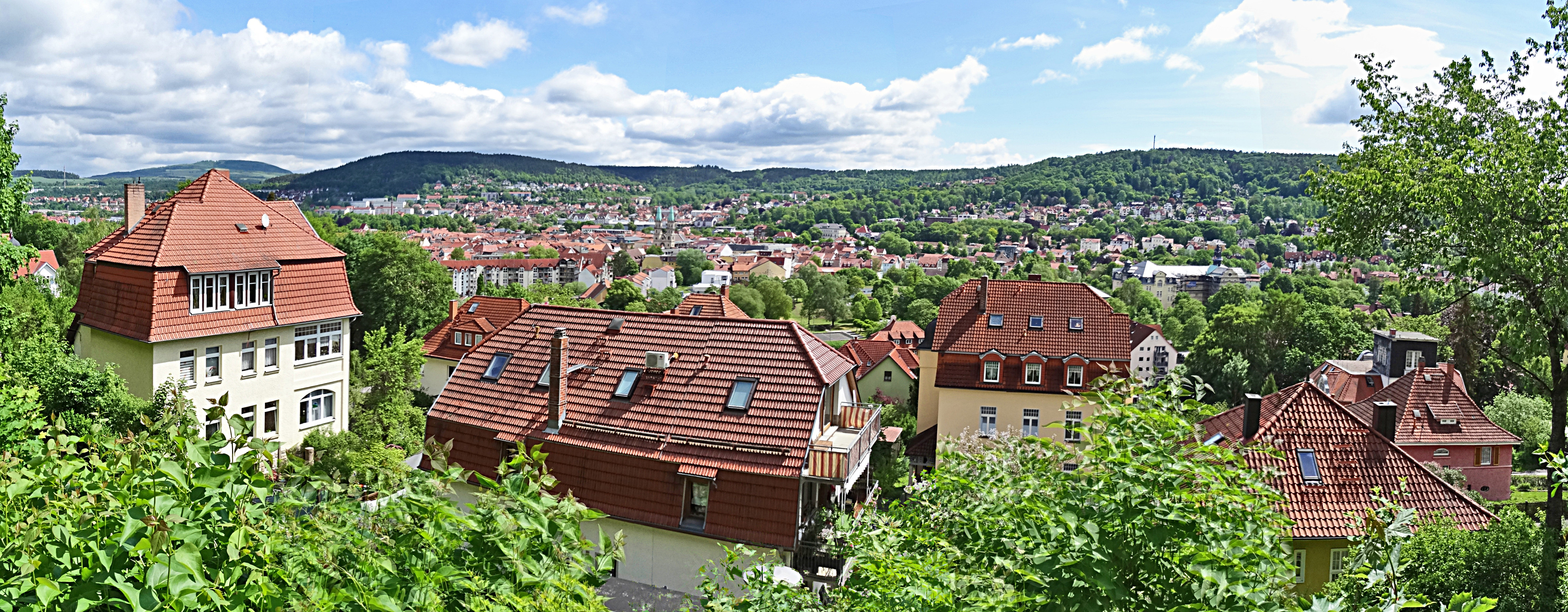
Blick auf Meiningen vom Höhlenausgang

Im Eingangsstollen, der im vorderen Teil aus Kalksteinmauerwerk besteht, führen zwei Türen in die Höhle. Auf dem Weg zur Spalte 1 befindet sich hinter der ersten Biegung im rechten unteren Wandbereich die erste natürliche Kluftöffnung. Die Kluft reicht etwa fünf Meter in nordnordöstliche Richtung. Die Spalte 1, die erste von vier Hauptspalten, die bei der Führung zu sehen sind, wird anschließend erreicht. Nach vier Metern folgt eine hohe Spalte, der Kamin. Dieser natürliche Hohlraum ist 15 Meter lang, bis 1,5 Meter breit und bis 15 Meter hoch. Vom Kamin aus sind die Wände des Ganges auf einer Länge von 16 Metern gemauert. Hier wurden beim Vortrieb des Stollens stark zerrüttetes Gestein und mehrere Klüfte angefahren. Bei der bergeinwärts folgenden Weggabelung geht es geradeaus zu den Spalten 3 und 4, der Führungsweg wendet sich jedoch nach links, der Spalte 2 folgend. Dort befindet sich der Kleine Dom, eine Felsenhöhle, in der Fledermäuse überwintern. In der Spalte befinden sich zahlreiche gemauerte Streben aus der Erschließungszeit, die das Abrutschen loser Blöcke verhindern sollen. Die berg- und talseitigen Wandpartien der Spalte haben ein unterschiedliches Höhenniveau. Die talseitigen Gesteinspakete sind weiter bergab gerutscht als die hangseitigen. Dadurch wurden die ursprünglich horizontal lagernden Schichten staffelartig gegeneinander versetzt. Die Spalte wird im Verlauf des Weges immer breiter und erreicht zuletzt eine Breite von drei Metern. Die einsehbare Höhe beträgt etwa 20 bis 25 Meter.
Im weiteren Verlauf der Spalte wird der große Dom erreicht, der größte Spaltenbereich der Höhle. Dort wird wegen der guten Akustik Musik über Lautsprecher eingespielt. Der hintere Teil der Spalte ist gesperrt. Dieser zehn Meter lange Bereich heißt Gnomengrotte, da dort mit etwas Phantasie verschiedene Märchengestalten und andere Formen zu erkennen sind. Vor dem abgesperrten Bereich geht es nach rechts in einen Querschlag. Dieser wurde wie der Eingangsstollen während der Erschließung angelegt. Er streicht an mehreren Klüften vorbei, bis am Ende des Querschlages die Große Klamm in der Spalte 3 erreicht wird. Diese Spalte beginnt recht schmal und weitet sich dann. Sie ist bei einer Höhe von über 30 Metern nicht völlig einsehbar. Auch dort ist ein Versatz an den berg- und talseitigen Wandpartien zu beobachten. Diese Spalte weist mit zwei Metern den größten Kluftsprung der Höhle auf. Nach dem Kluftsprung wird wieder der Eingangsstollen erreicht. Rollstuhlfahrer können dort hinausgelangen. Der große Rundweg führt links über den Eingangsstollen in den Berg, wobei weitere Klüfte angefahren werden. Von der Spalte 4 geht es über eine Treppe zwölf Meter aufwärts zur mittleren Etage. Der Eingangsstollen reicht noch weitere neun Meter in den Berg hinein. Dieser Abschnitt diente als Suchstollen für weitere Spalten; allerdings wurden keine weiteren entdeckt. Die Treppe führt an einem Plateau vorbei, über eine zweite Treppe geht es weiter nach oben.
Der Weg führt von Spalte 4 durch einen Streckenabschnitt nach Osten und trifft dort wieder auf die große Klamm der Spalte 3. Von einer Brücke sieht man zwölf Meter frei nach unten. Zwei weitere Treppenläufe an der Kehre führen zur oberen Etage, wo im weiteren Verlauf die Spalte 2 erreicht wird. Von dort kann man in der Tiefe die Felsenhöhle sehen. Auf dem Weg zur Kapelle wird ein Kluftsprung passiert. Über eine sechs Meter hohe Treppe in der Kapelle gelangt man zur Kanzel. In westlicher Richtung geht es durch einen weiteren Querschlag zur Großen Klamm der Spalte 3 zurück. Über eine Treppe kommt man zu einem künstlich angelegten Plateau, Kehre genannt. Dort ist die erste Tropfsteinbildung in Form von Wandsinter zu sehen. Im weiteren Wegverlauf sind die Wände der Kluftspalte großflächig versintert. Über zwei weitere Treppen, die letzten der Höhle, geht es nochmals 13 Meter nach oben, zur oberen Etage.
Links befindet sich der Ausgangsstollen, rechts geht der Führungsweg zur Totenkopfspalte weiter. Der Weg führt erneut durch einen Stollenabschnitt, der jedoch nicht bergmännisch exakt angefahren ist und eine wechselnde Breite aufweist. In der Totenkopfspalte, einer Kluft mit abweichender Richtung gegenüber den anderen Klüften, wurden menschliche Skelettteile gefunden. Bis zur Schließung im Jahre 1970 wurde dort den Besuchern ein beleuchteter Totenschädel gezeigt. Anschließend wird ein kurzer Stollenabschnitt, leicht ansteigend, mit daraufstoßenden Spalten bis zum Endpunkt der oberen Etage begangen. Im Stollen geht es zurück in Richtung Höhlenausgang. Nach der Überquerung der großen Klamm zweigt wenige Meter vor dem Ausgang nach Südwesten ein dritter kurzer Seitenstollen ab. Dort baute Goetz Material für seinen Berggarten oberhalb der Höhle ab, was schließlich zur Entdeckung der Höhle führte. Von diesem Seitenstollen aus ging es bergeinwärts in den heutigen Ausgangsstollen, von dem aus die Höhle erschlossen wurde. Außerhalb der Höhle sind links die große Abraumhalde und die Terrasse zu sehen, die von den Erschließungsarbeiten zeugen.

## Flora und Fauna

### Tierwelt

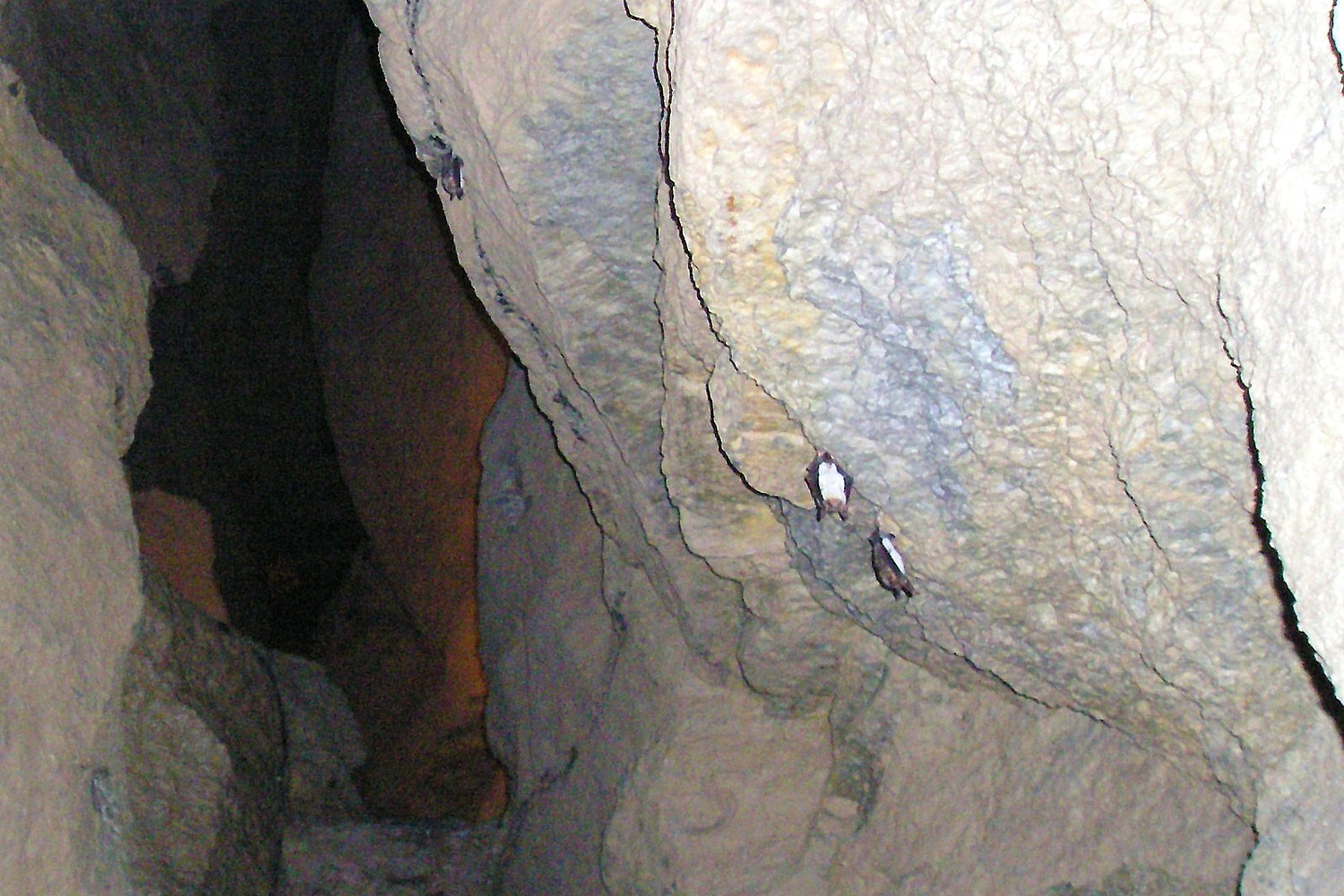
Hängende Fledermäuse in einer Spalte

Die Tierwelt der Höhle wurde bereits mehrmals erforscht. So fanden am 4. Oktober 1996, 14. Mai 1999 und 22. April 2000 Begehungen durch Zaenker sowie am 14. und 28. Januar 2001 durch Bellstedt statt. Bei den Tieren werden drei Gruppen unterschieden. Die höhlenfremden Tiere geraten zufällig in die Höhle, weil sie sich dorthin verirren. Sie gehen bald zugrunde, da die Höhle nicht ihr eigentlicher Lebensraum ist. Eine weitere Gruppe sind die Höhlenfreunde (Troglophilen), die ihr gesamtes Leben in der Höhle verbringen. Sie können aber auch in der Außenwelt existieren. Die dritte Gruppe werden Troglobionten bezeichnet und haben im Laufe der Evolution Eigenschaften entwickelt, die ihnen ein dauerhaftes Leben in der Höhle ermöglichen. In der Goetz-Höhle wurden Tiere aller drei Gruppen gefunden.
In kleinen Wasserbecken im hinteren Teil der Höhle gibt es kleine, meist nur bis zu einem Millimeter große, weiße und augenlose Springschwänze (Collembola), die zu den Troglobionten zählen. In der Goetz-Höhle als einziger Höhle im Thüringer Raum existiert der seltene Tausendfüßer Brachychaeteuma bagnalli. Zu den troglophilen Höhlentieren gehören die Keller-Glanzschnecke Oxychilus cellarius und die Mauerassel Oniscus asellus. Bemerkenswert sind die sechs Arten von Spinnentieren, darunter die troglophilen Spinnenarten Lepthyphantes pallidus und Nesticus cellulanus. Die Baldachinspinne Lepthyphantes pallidus hat eine Körpergröße von nur zwei Millimetern. Hygrophil (feuchtigkeitsliebend) sind die Höhlenspinne Nesticus cellulanus und die Herbstspinne Metellina merianae. Im oberen Höhleneingang halten sich in trockeneren Wandbereichen zwei Trichterspinnen auf, die Hausspinne Tegenaria atrica und Tegenaria silvestris.
Im Sommer lebt im Eingangsbereich der Höhle die langbeinige Stelzmücke Limonia nubeculosa. Im Winter überwintern regelmäßig die Weibchen von Stechmücken Culex pipiens in der Höhle. Weiterhin gibt es Pilzmücken (Mycetophilidae), Trauermücken (Sciaridae) und Wintermücken (Trichoceridae), seltener die Schmetterlingsmücken (Psychodidae). Kleine schwarze Fliegen aus der Familie der Sphaeroceridae (Dungfliegen) übersommern im feuchten Eingangsbereich. An einigen feuchten Stellen der Höhlendecke halten sich die glasig-durchsichtigen und augenlosen Larven einer speziell angepassten Pilzmückenart auf. Ganzjährig leben in der Höhle Buckelfliegen (Phoridae) und die troglophile Triphleba antricola. Zwei Schmetterlingsarten, der Höhlenspanner Triphosa dubitata und die Zackeneule Scoliopteryx libatrix, sind typische Höhlenüberwinterer.
In der Höhle konnten mehrere Fledermausarten nachgewiesen werden, die überwiegend in den oberen Ausgangsstollen einfliegen, wo ihre Aktivitäten durch Radarsensoren erfasst werden. Die Fledermäuse halten von Oktober bis März in der Höhle ihren Winterschlaf und zählen zu den höchstentwickelten Höhlenbewohnern. An Fledermausarten konnten bisher das Große Mausohr (Myotis myotis), das Braune Langohr (Plecotus auritus) und die Kleine Bartfledermaus (Myotis mystacinus) bestimmt werden. Diese halten sich meistens in großen Höhen der Spalten oder in versteckten Ecken und Nischen auf und sind meist kaum sichtbar.

### Lampenflora

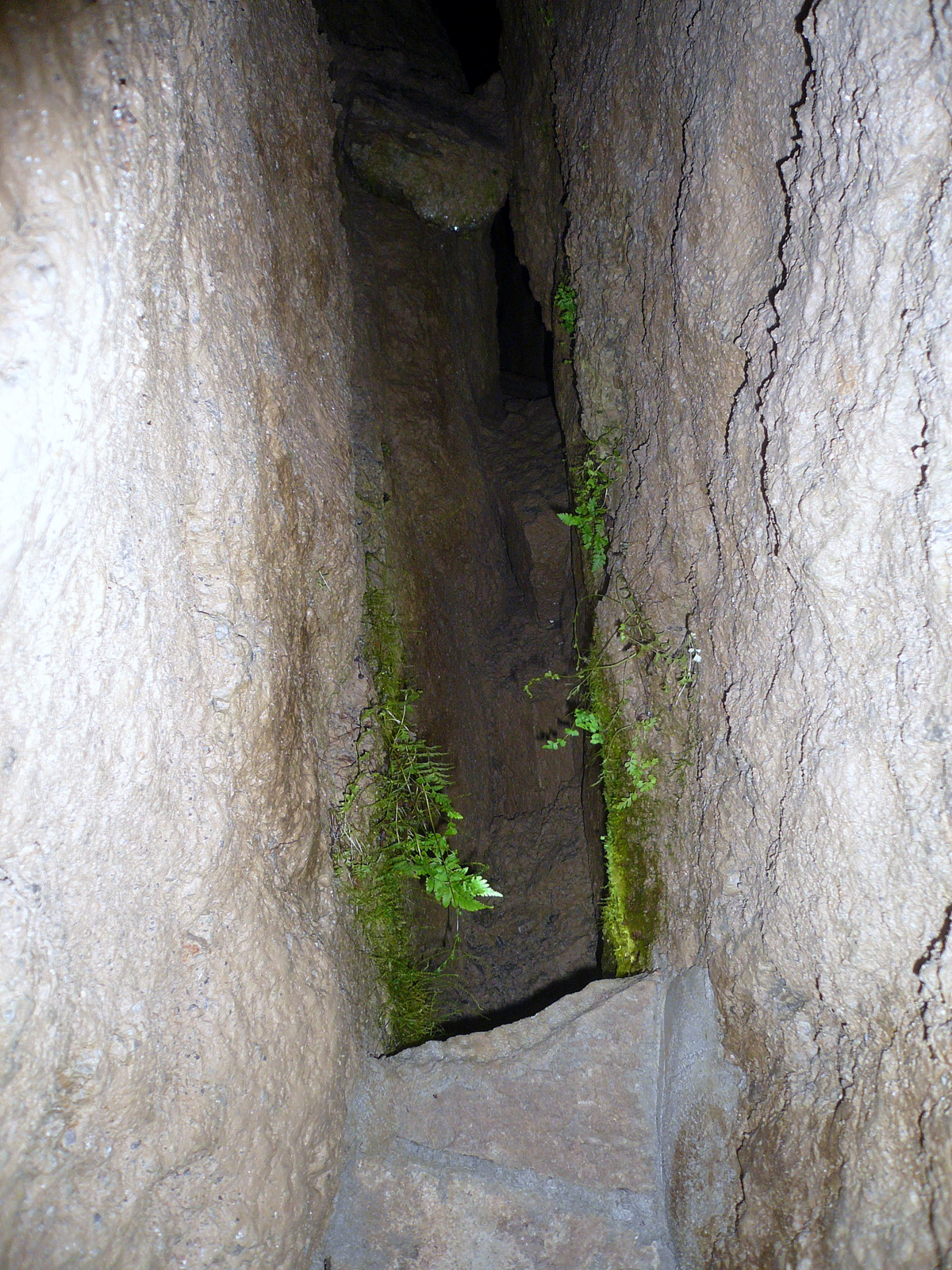
Lampenflora in einer Spalte

In der Goetz-Höhle hat sich seit der Wiedereröffnung im Jahre 2000 eine ausgeprägte, als Lampenflora bezeichnete Pflanzengemeinschaft im Schein der Lampen entwickelt. Im Licht können sich vor allem Algen, Moose und Farnpflanzen ansiedeln. Meist handelt es sich jedoch um Kümmerformen, die ohne künstliche Beleuchtung in absoluter Dunkelheit nicht überleben könnten. Die Pflanzen sind nicht gleichmäßig verteilt, der Zufall bestimmt, welche Sporen mit dem Sickerwasser von der Erdoberfläche durch Klüfte in die Höhle gelangen. Zur Verbreitung der Pflanzen tragen auch die Höhlenbesucher bei. Mit abnehmendem Abstand zum Leuchtmittel, also mit zunehmender Lichtstärke und Wärmeabstrahlung, geht die Grünzone allmählich in einen Moosgürtel über. Bei manchen Lampen konnte sich aufgrund der Trockenheit keine oder nur eine geringe Lampenflora ausbilden.

### Archäologische Funde
In der Höhle machte Goetz bei den Erschließungsarbeiten in den 1910er-Jahren bereits Funde. Während der weiteren Erschließungsarbeiten durch seine Witwe von 1932 bis 1934 wurden weitere Objekte gefunden. Ein Teil davon wurde zunächst 1934 in zwei Schauvitrinen bei der Eröffnung vor der Höhle ausgestellt. 1958 gelangte ein Teil der Funde in die Meininger Vorgeschichtssammlung. Der Bestand aus dem Meininger Museum befindet sich heute im Steinsburgmuseum bei Römhild. Der Inhalt der Schaukästen ist im Besitz des Thüringischen Landesamts für Archäologische Denkmalpflege (TLAD) in Weimar.
Die meisten Funde stammen aus der Knochenspalte. Es handelt sich um die Knochen von acht menschlichen Skeletten, Knochen und Zähne von Braunbären, Dachsen, Wisenten, Maulwürfen, Wühlmäusen und Eichhörnchen. Keramische Scherben oder Reste von Bekleidung wurden nicht gefunden.

## Tourismus
Zu erreichen ist die Höhle über die durch Meiningen führende Bundesstraße 19 sowie von den Autobahnanschlussstellen Meiningen-Nord und -Süd der A 71. Bei der Höhle befinden sich die Höhlenbaude „Zur Spalte“ mit Gastronomie, eine WC-Anlage und das Kassenhäuschen mit Informationen über die Höhle. Nach vielen Monaten Schließzeit wurde am 3. Juli 2021 die Höhle mit Baude nach umfangreicher Sanierung wiedereröffnet.
Die Führungen gehen über gut gangbare Wege und Treppen in die einzelnen Spalten. Eine Führung dauert etwa 45 Minuten. Dabei wird eine Strecke von annähernd 480 Metern zurückgelegt, drei Ebenen mit einem Höhenunterschied von etwa 33 Metern werden auf 164 Treppenstufen überwunden. In der Höhle herrscht ständig eine Temperatur von etwa acht Grad Celsius bei einer Luftfeuchtigkeit von über 80 Prozent. Vom Höhlenausgang führt ein Weg mit Treppen zurück zur Höhlenbaude. Neben der normalen Führung wird auch eine ebenerdige Besichtigung angeboten, um die Höhle für mobilitätseingeschränkte Personen zugänglich zu machen. Spezialführungen sind die „Gruselführung“ für Erwachsene und die „Märchenführung“ für Kinder. In den Jahren 2006 bis 2010 gab es im Jahresdurchschnitt 8376 Besucher.